# 隐脉假卫矛
隐脉假卫矛（学名：Microtropis obscurinervia）是卫矛科假卫矛属的植物，为中国的特有植物。分布在中国大陆的海南等地，生长于海拔800米至1,500米的地区，常生长在山谷林中，目前尚未由人工引种栽培。